# Bitva u Stockachu (1799)
Bitva u Stockachu (1799) byla jednou z bitev druhé koaliční války. Na bojišti se utkaly 25. března 1799 jednotky francouzského Direktoria a Rakouského impéria.
Na francouzské straně velel Jean-Baptiste Jourdan 40 000 mužům a na rakouské straně bojovalo pod velením Arcivévody Karla 60 000 mužů. Karlovy osobní zásahy byly pro Rakušany rozhodující, neboť se mu podařilo protahovat bitvu do příchodu posil, díky kterým se mu podařilo zvítězit. Poražení Francouzi se museli stáhnout až za řeku Rýn.

## Generálové

### Generálové rakouské armády na jihu Německa

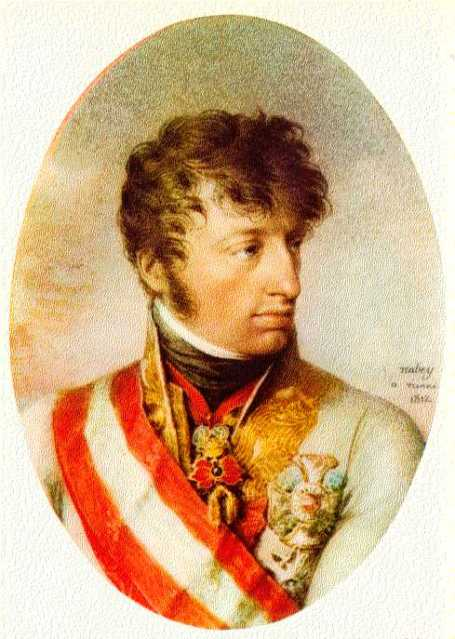
Arcivévoda Karel
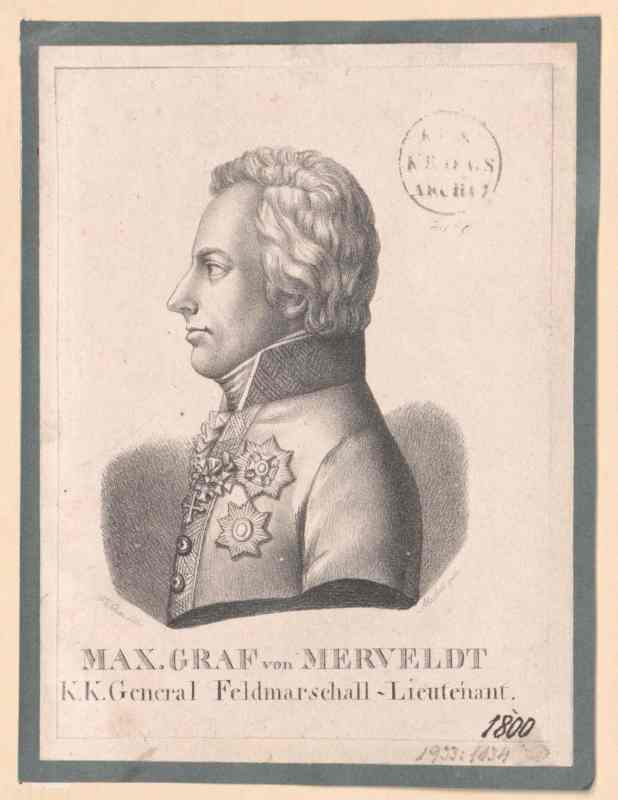
Maximilian Friedrich von Merveldt, Avantgarde pravé křídlo
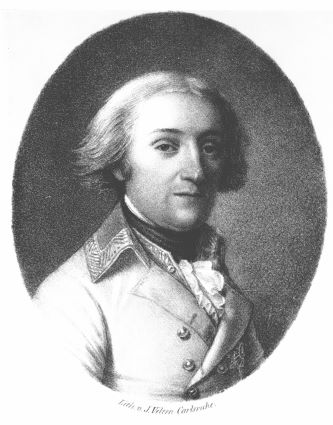
Karl Aloys zu Fürstenberg
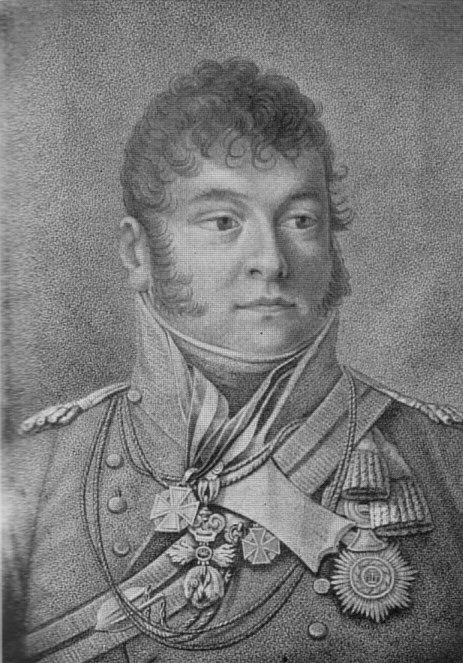
Karel Filip Schwarzenberg, Avantgarde levé křídlo
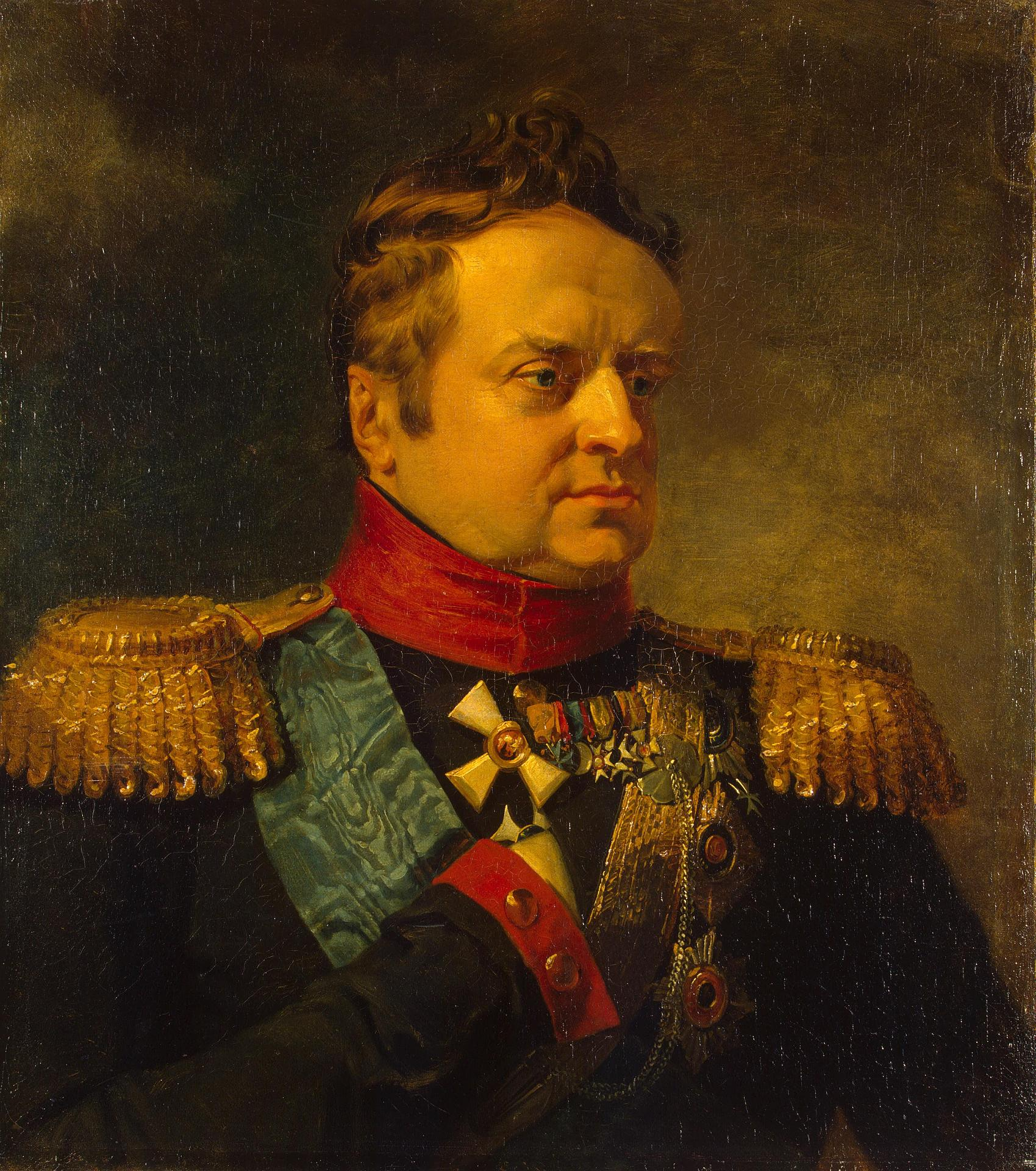
Alexander Friedrich Karl von Württemberg

Bez zobrazení: Olivier Remigius hrabě Wallis z Karighmainu (velitel pravého křídla); Friedrich August von Nauendorf (Avantegarde střed), Joseph Staader von Adelsheim, Franz sv. pán von Petrasch, Vincenz Maria Joseph hrabě Kolowrat-Liebsteinsky, Johann Siegmund hrabě Riesch

### Generálové francouzské Dunajské armády

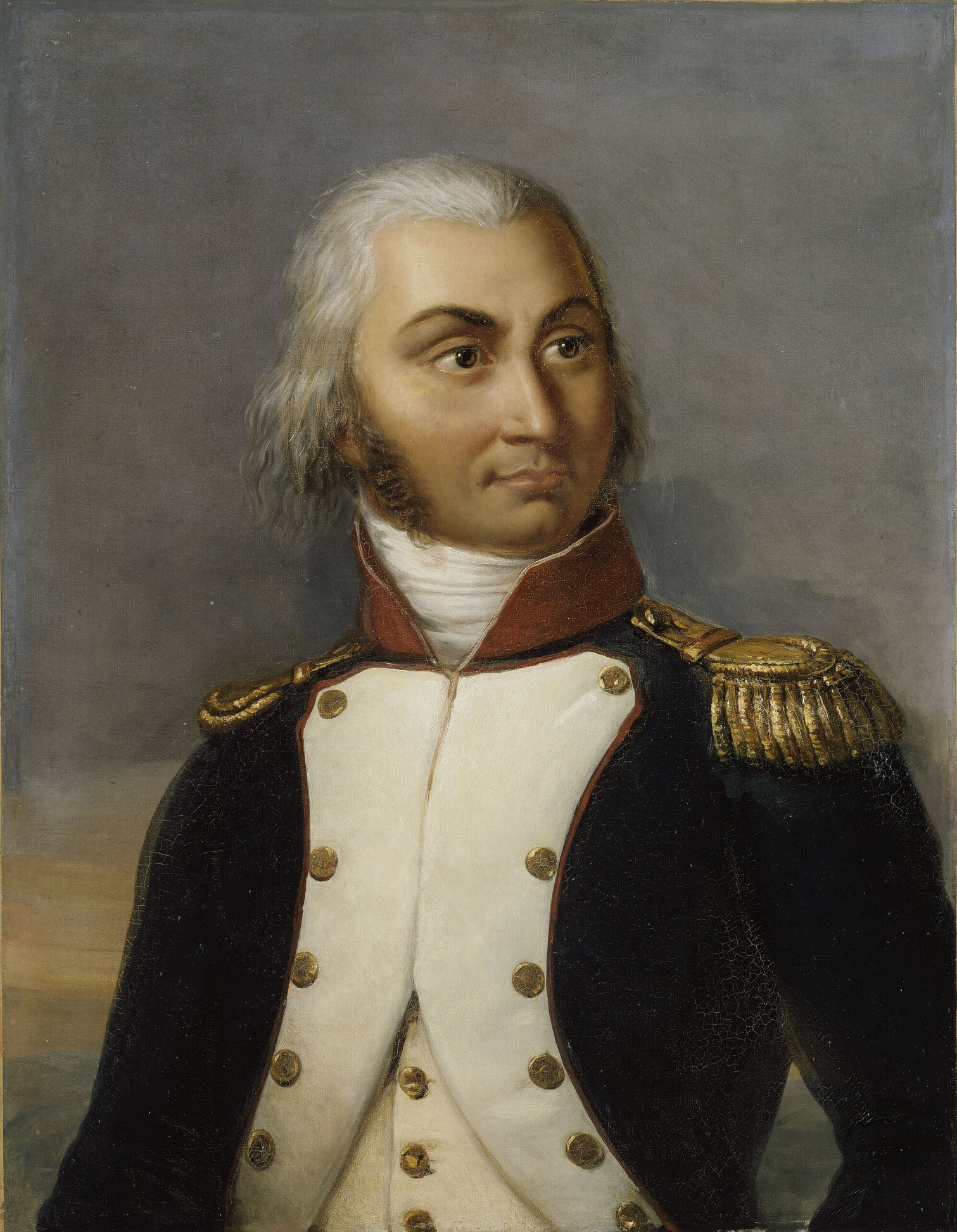
Jean-Baptiste Jourdan, hlavní velitel dunajské armády
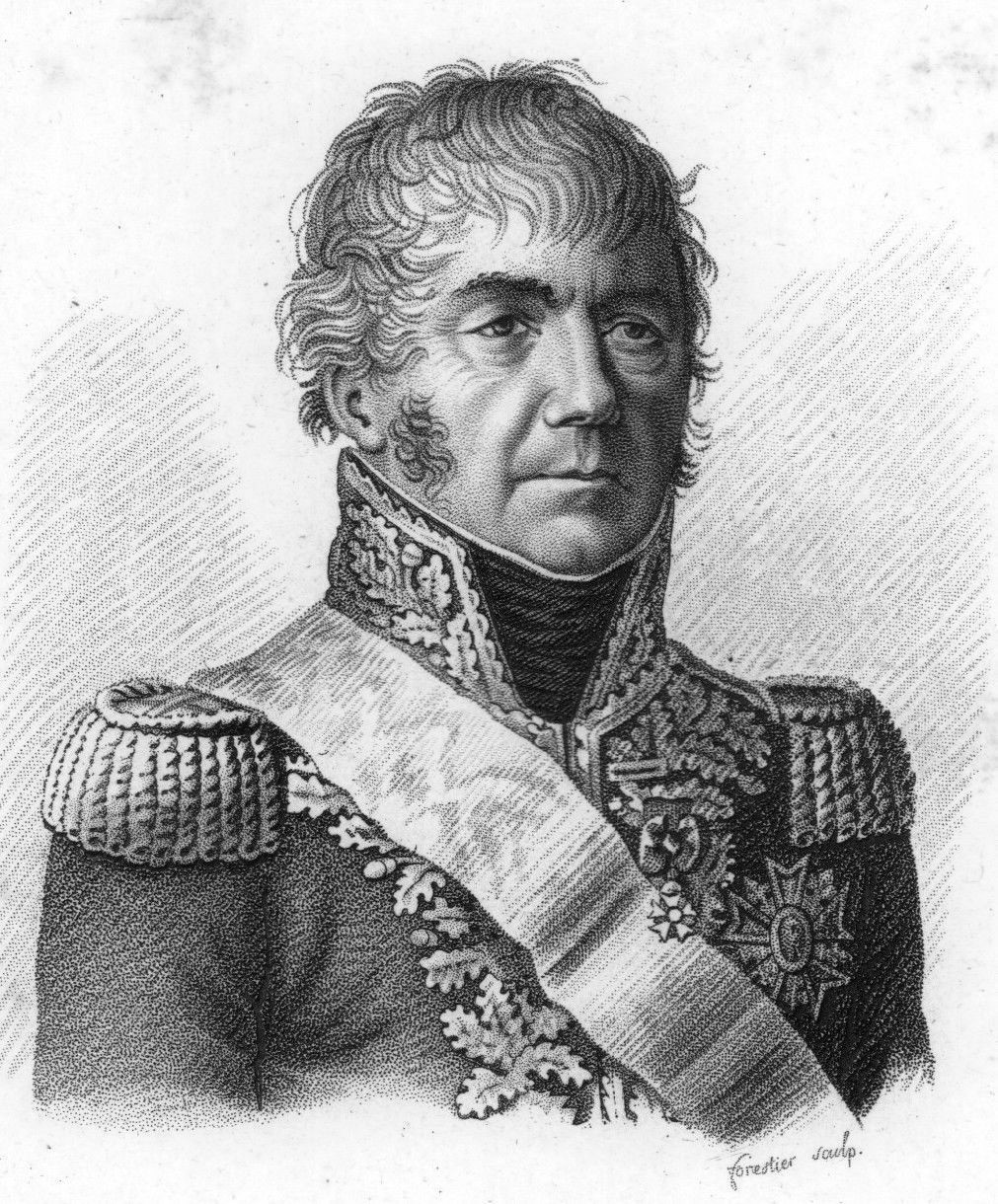
François-Joseph Lefebvre, velitel Avant-Garde
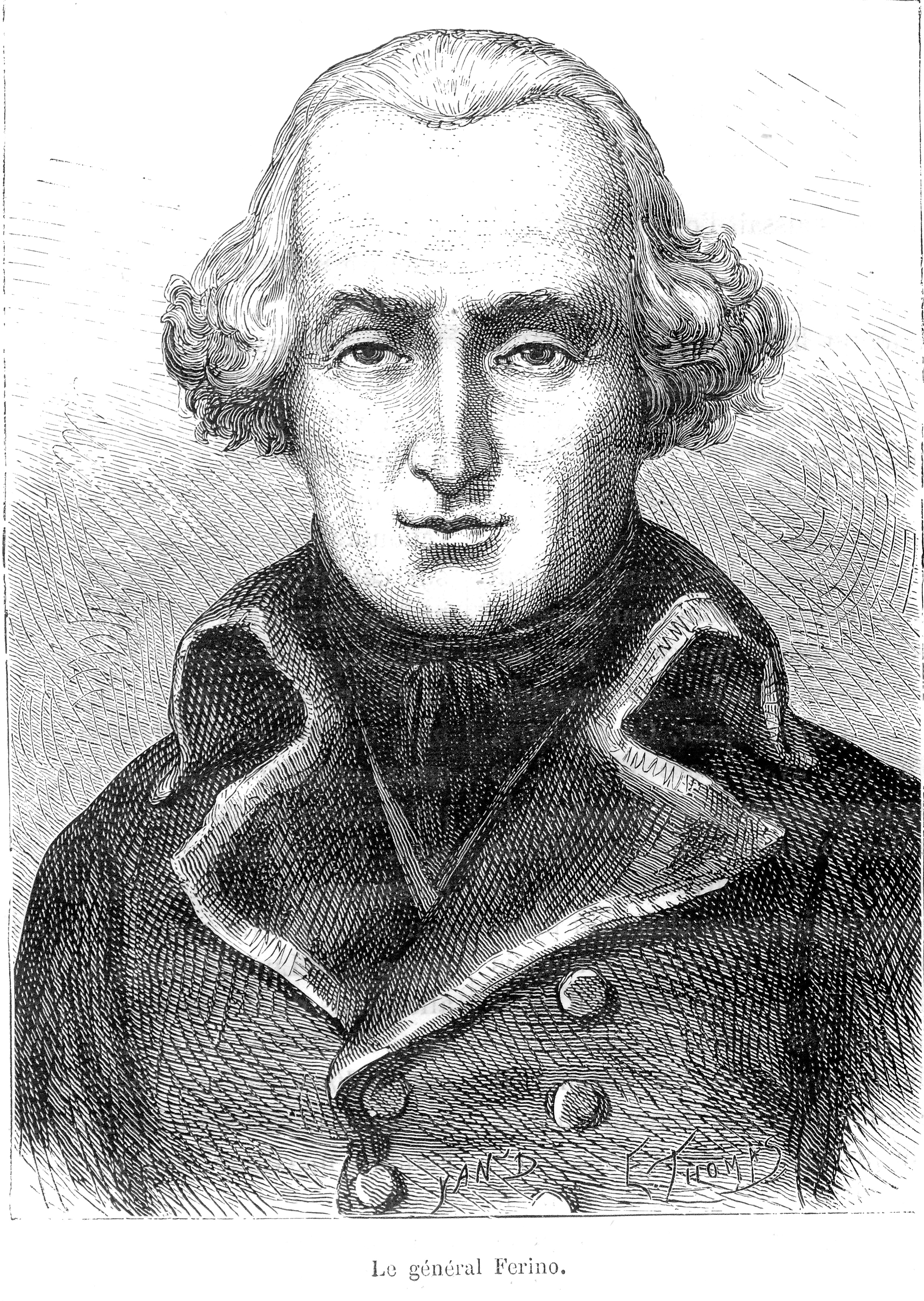
Pierre Marie Barthélemy Ferino, velitel 1. divize (pravé křídlo)
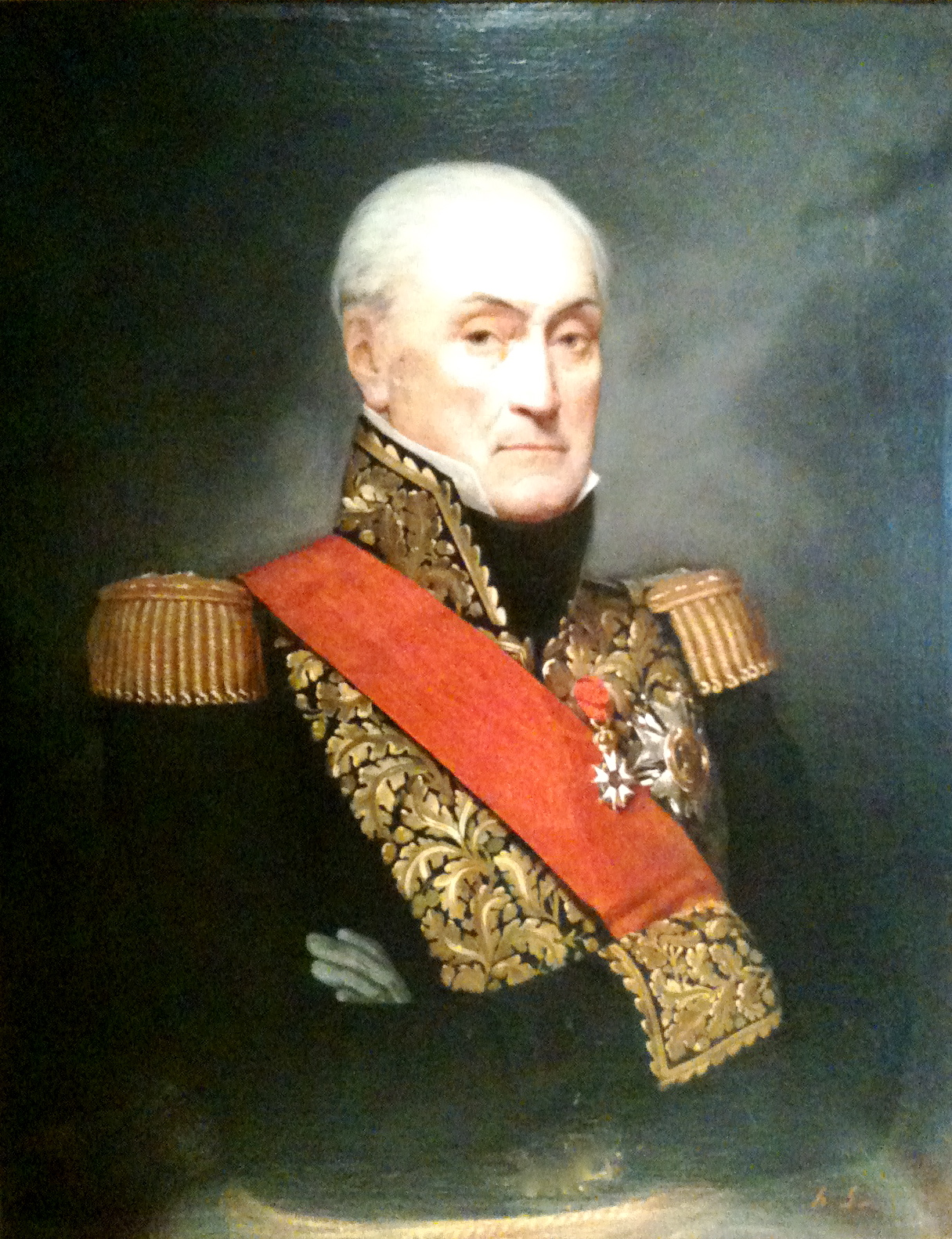
Joseph Souham, velitel 2. divize
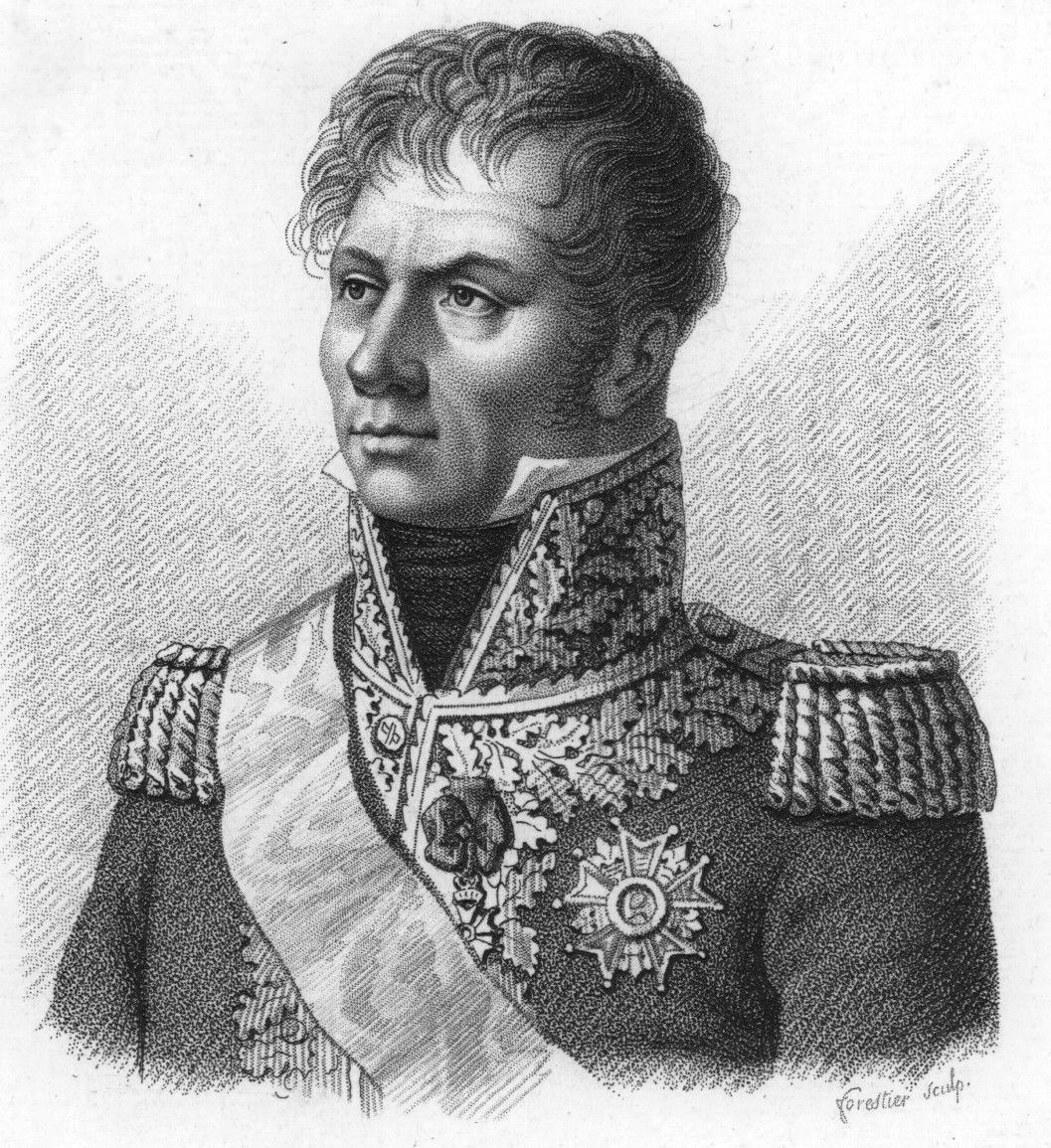
Laurent Gouvion de Saint-Cyr, velitel 3. divize
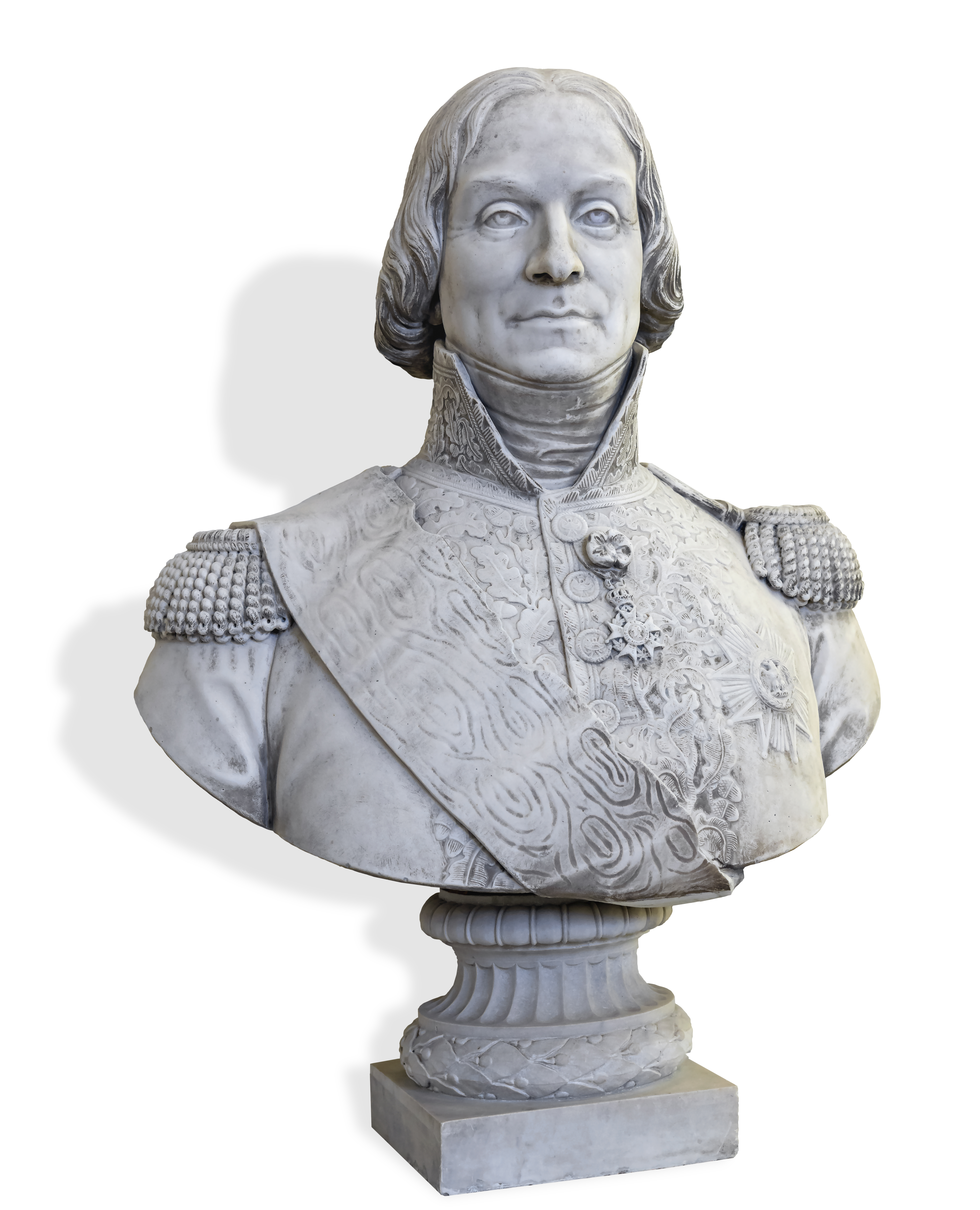
Jean-Joseph Ange d'Hautpoul, velitel zálohy
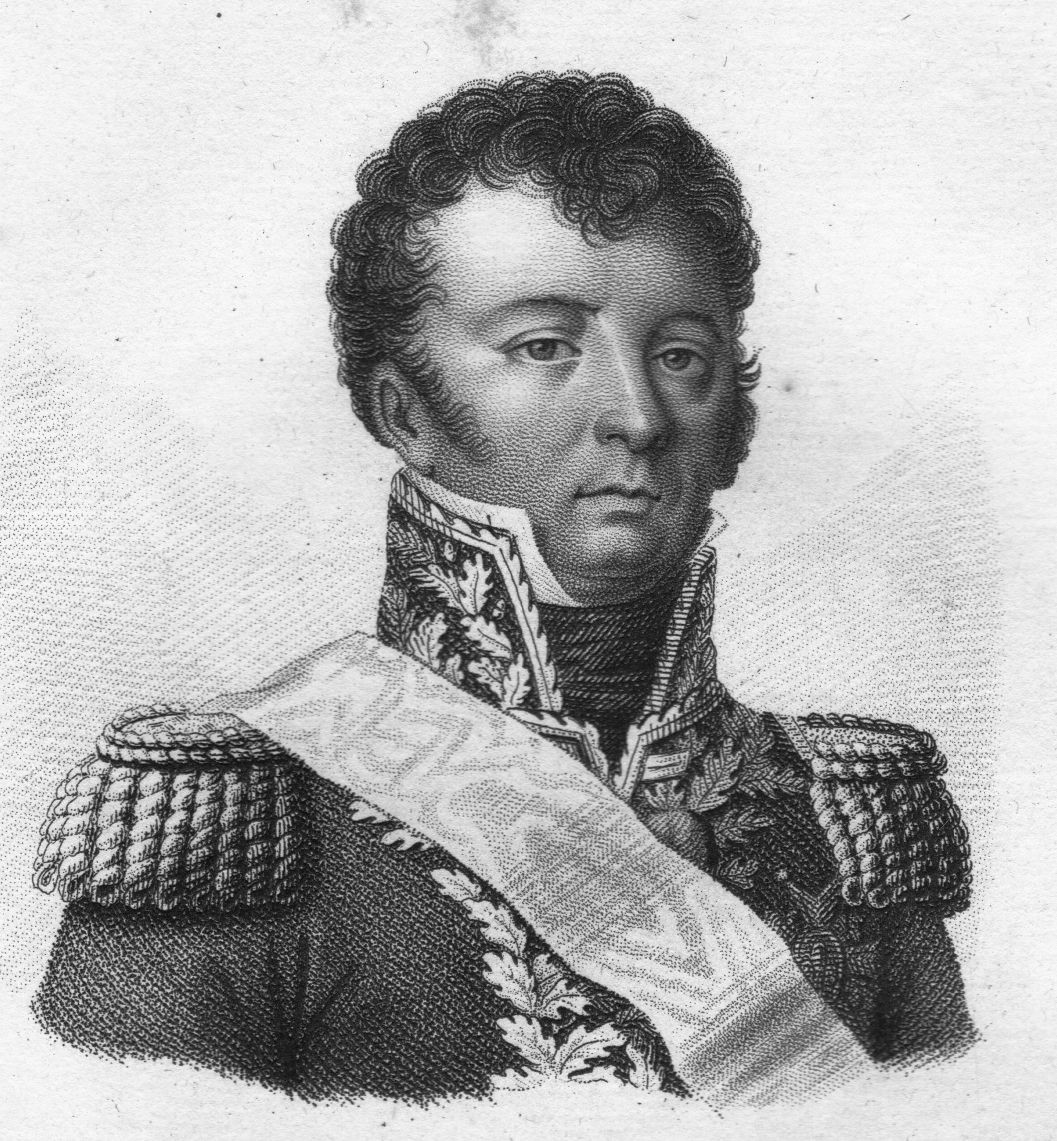
Dominique Joseph Vandamme
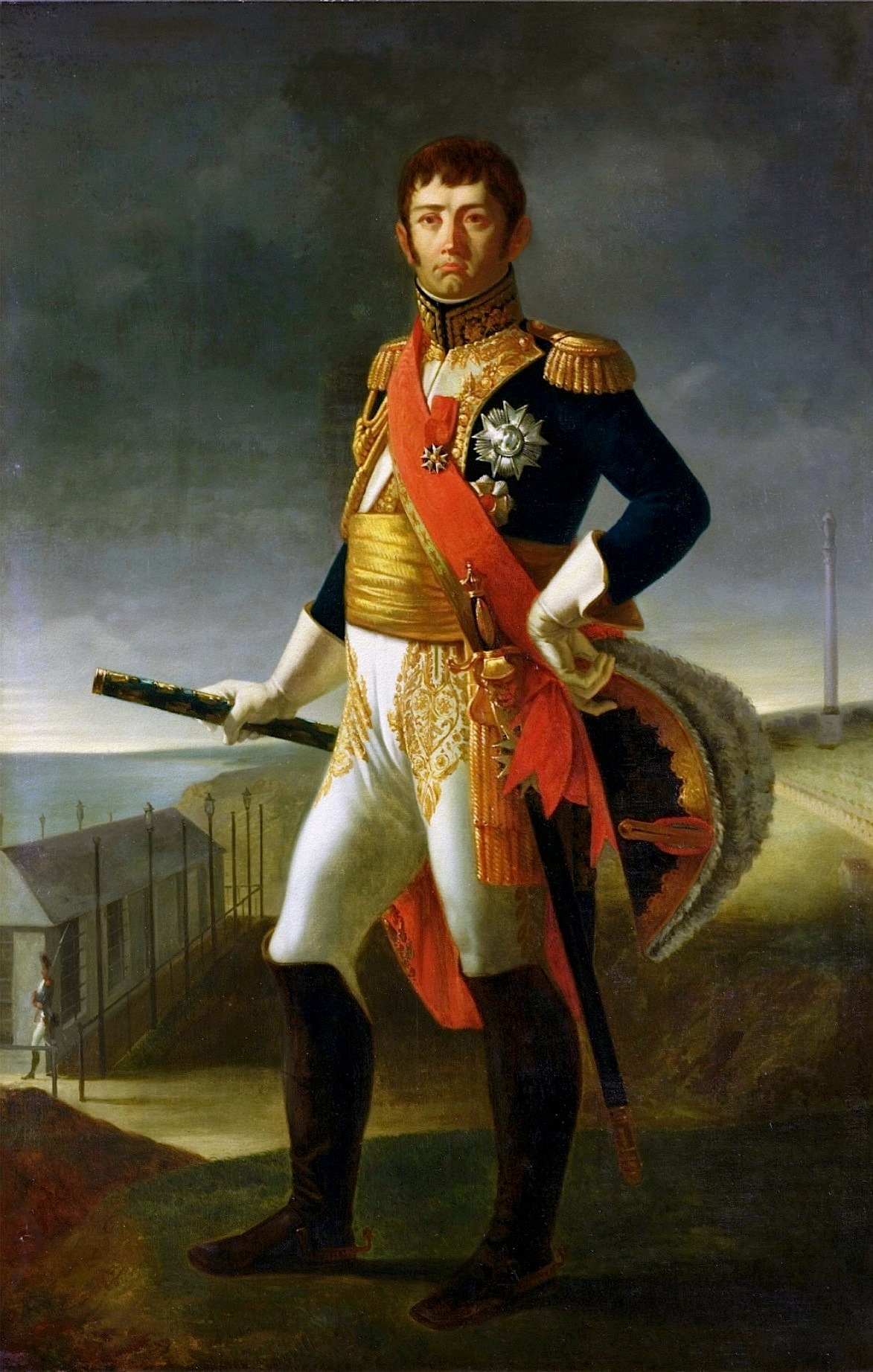
Nicolas Jean-de-Dieu Soult, zastupoval Lefebvre po zranění